# Chyrzyna

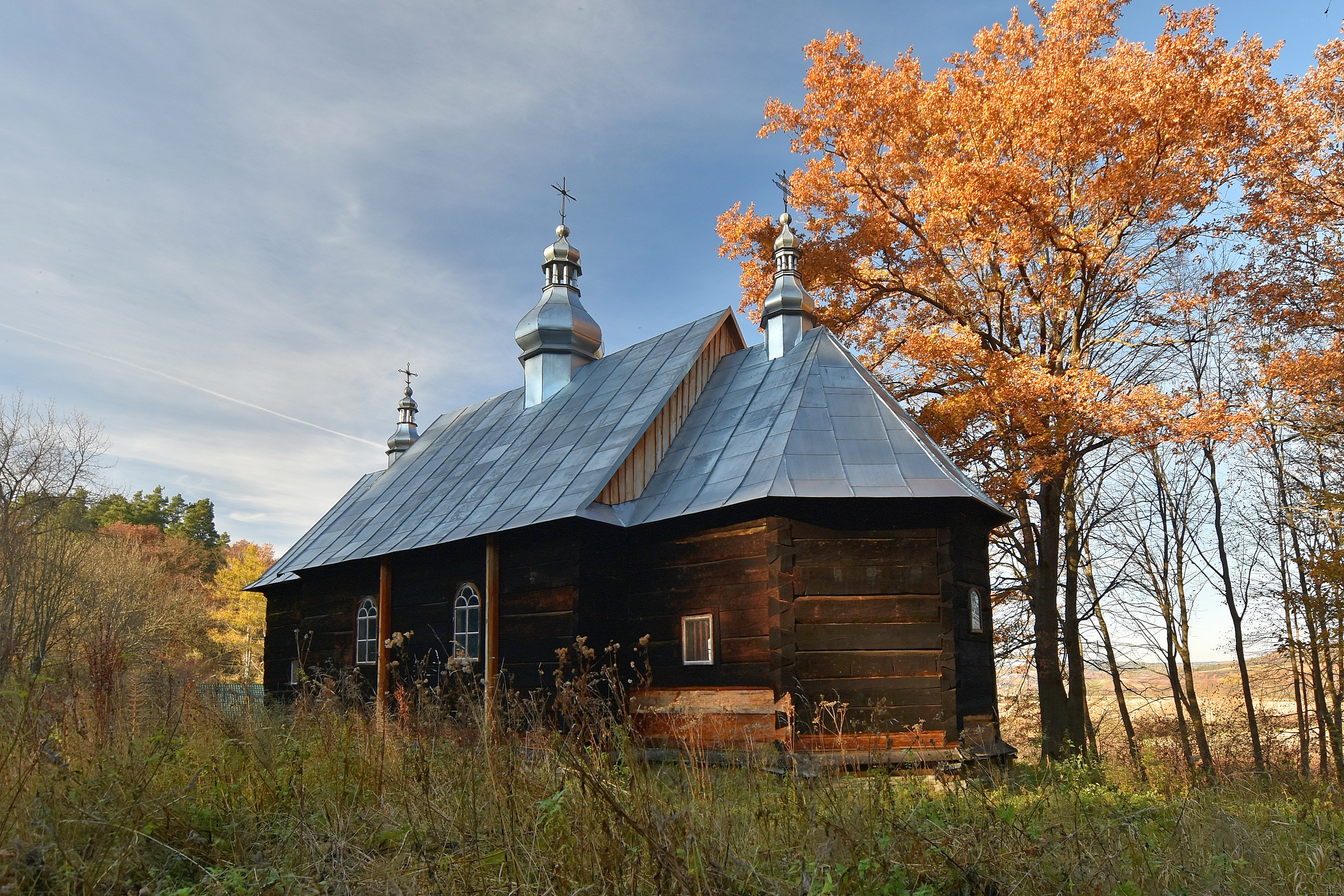
Drewniana cerkiew w Chyrzynce

Chyrzyna – wieś w Polsce położona w województwie podkarpackim, w powiecie przemyskim, w gminie Krzywcza}.
W latach 1975–1998 miejscowość administracyjnie należała do województwa przemyskiego.
Miejscowość leżąca naprzeciw Krzywczy po drugiej stronie Sanu. 

## Części wsi
| SIMC    | Nazwa     | Rodzaj    |
| ------- | --------- | --------- |
| 0605111 | Chyrzynka | część wsi |

## Historia
Pierwsze wzmianki o niej pochodzą z 1398, wtedy wieś ta wchodziła w skład uposażenia parafii Krzywcza. Jej pierwsza nazwa brzmiała w tym okresie Chiziny. W miejscowości archeolodzy odkryli ślady osadnictwa wczesnośredniowiecznego.
Chyrzyna była kolejno własnością braci Jana i Szymona, synów Dziersława z Brześcia, następnie Rafała z Krzywczy i jego sukcesorów. W 1518 nabyli ją Orzechowscy, a od 1625 właścicielami byli Krasiccy, w 1723 przeszła w ręce Woronowiczów. Na początku XIX w. kupił Chyrzynę Joachim Boznański, a od 1818 była własnością Józefa Pawlikowskiego, potem Starzeńskich. Ostatnimi właścicielami tych dóbr ziemskich byli Bocheńscy.
W 1507 w Chyrzynie istniała już parafia prawosławna. Następnie po przyjęciu Unii przez Rusinów przez wiele lat istniała parafia greckokatolicka, w 1805 pw. św. Szymona Słupnika, której parochem był ks. Symeon Kopystyński. Pod takim samym wezwaniem znajdowała się w miejscowości cerkiew. Terenem prawdopodobnej lokalizacji było miejsce obecnej szkoły. Nie jest rzeczą jasną, z jakich powodów przeniesiono parafię z Chyrzyny do Chyrzynki. Miejscowości te, kiedyś odrębne wsie, dziś są połączone terytorialnie. Faktem jest, że w roku 1857 wybudowano tam cerkiew pw. Św. Szymona Słupnika z fundacji Adama hr.Starzeńskiego.
Do dziś obok leśniczówki w Chyrzynce znajduje się cerkiew wybudowana - jak już wspomniano - w 1857 (odnawiana w 1911). Na sklepieniu i na ścianach zachowała się w dość dobrym stanie polichromia.
W 1785 Chyrzyna wraz z Chyrzynką tworzyły wspólną gminę katastralną, w której mieszkało 328 osób. Zaś 1880 żyły w Chyrzynie 424 osoby (365 grek., 45 rzym., 14 mojż.).
Jeszcze przed 1914 funkcjonował prom łączący Chyrzynę z Krzywczą.
W okresie II wojny światowej od września 1939 do czerwca 1941 Chyrzyna była miejscowością graniczną pomiędzy Ukrainą Radziecką a Niemcami. O tamtych czasach przypominają rozrzucone po lasach resztki żelbetonowych bunkrów radzieckiej linii obrony (linia Mołotowa). W okresie wysiedleń miejscowość bardzo ucierpiała. Pozostała w niej zaledwie 1/3 z przedwojennej liczby mieszkańców.
W Chyrzynie znajdowała się szkoła wybudowana w okresie powojennym tzw. 1000-latka. W sezonie letnim służyła przez szereg lat jako schronisko młodzieżowe. Obecnie własność prywatna.
Na początku 2015 rozpoczęła się budowa mostu na Sanie, który ma połączyć Chyrzynę z Krzywczą, w miejsce istniejącej obecnie przeprawy promowej, która realizowana jest przez Firmę Eurovia Polska S.A. z grupy Vinci.

## Demografia
- 1785 – 242 grekokatolików, 20 rzymskich katolików, 8 żydów
- 1859 – 338 grekokatolików
- 1879 – 390 grekokatolików
- 1899 – 374 grekokatolików
- 1938 – 504 grekokatolików (brak informacji o innych wyznaniach)